# Ravnje (Valjevo)
Pour les articles homonymes, voir Ravnje.
Ravnje (en serbe cyrillique : Равње) est un village de Serbie situé sur le territoire de la ville de Valjevo, district de Kolubara. Au recensement de 2011, il comptait 171 habitants.

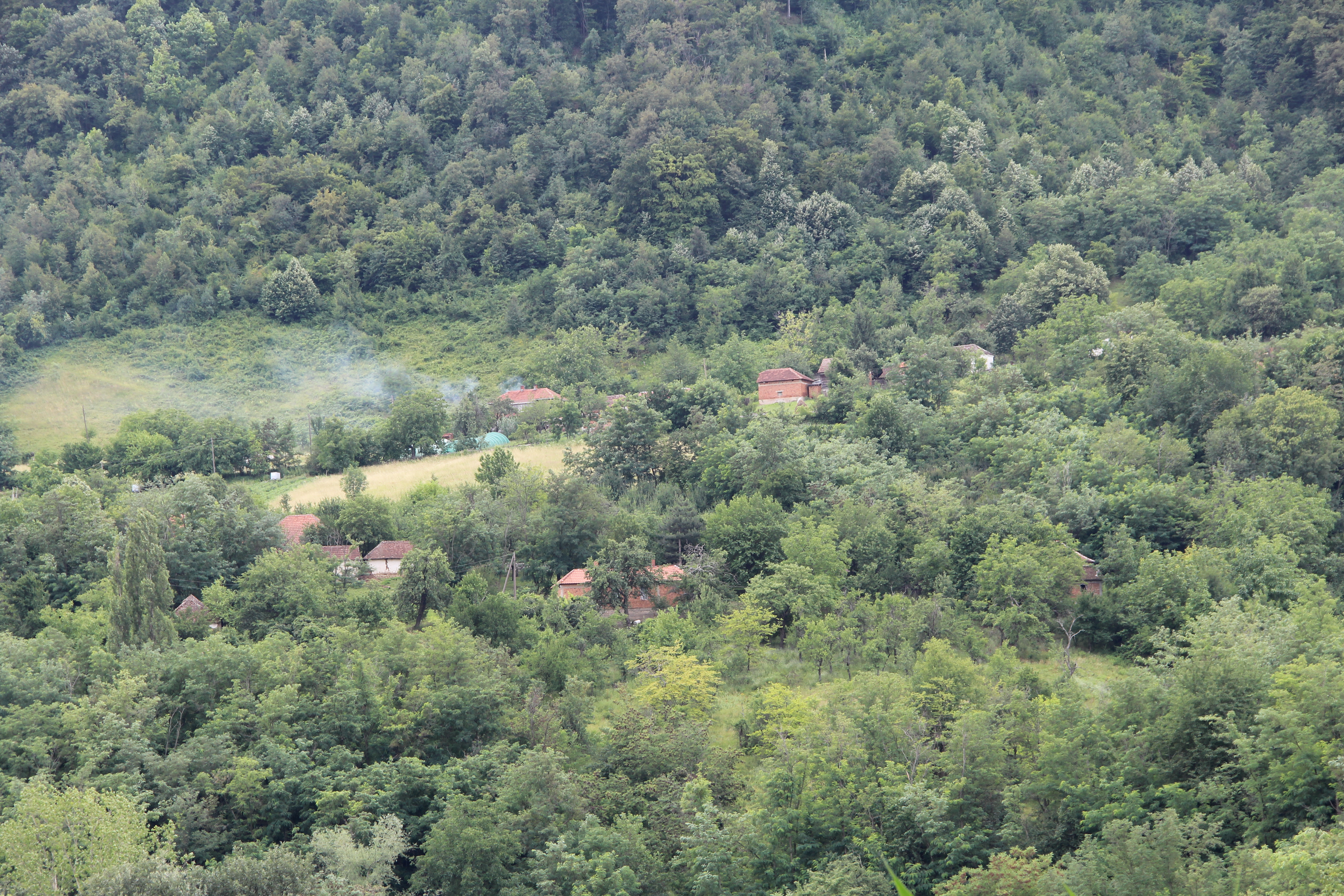
Ravnje - panorama
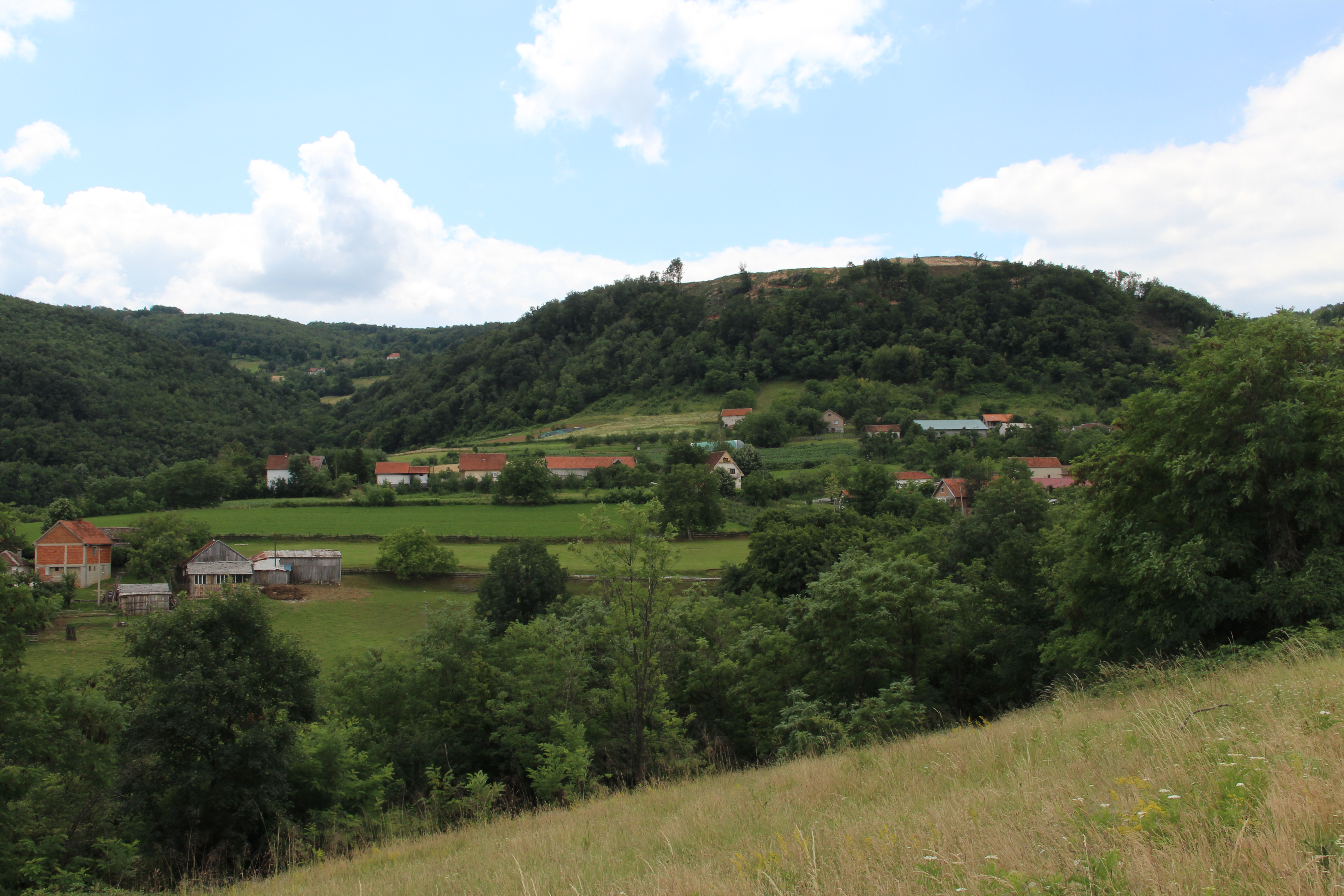
Ravnje - panorama
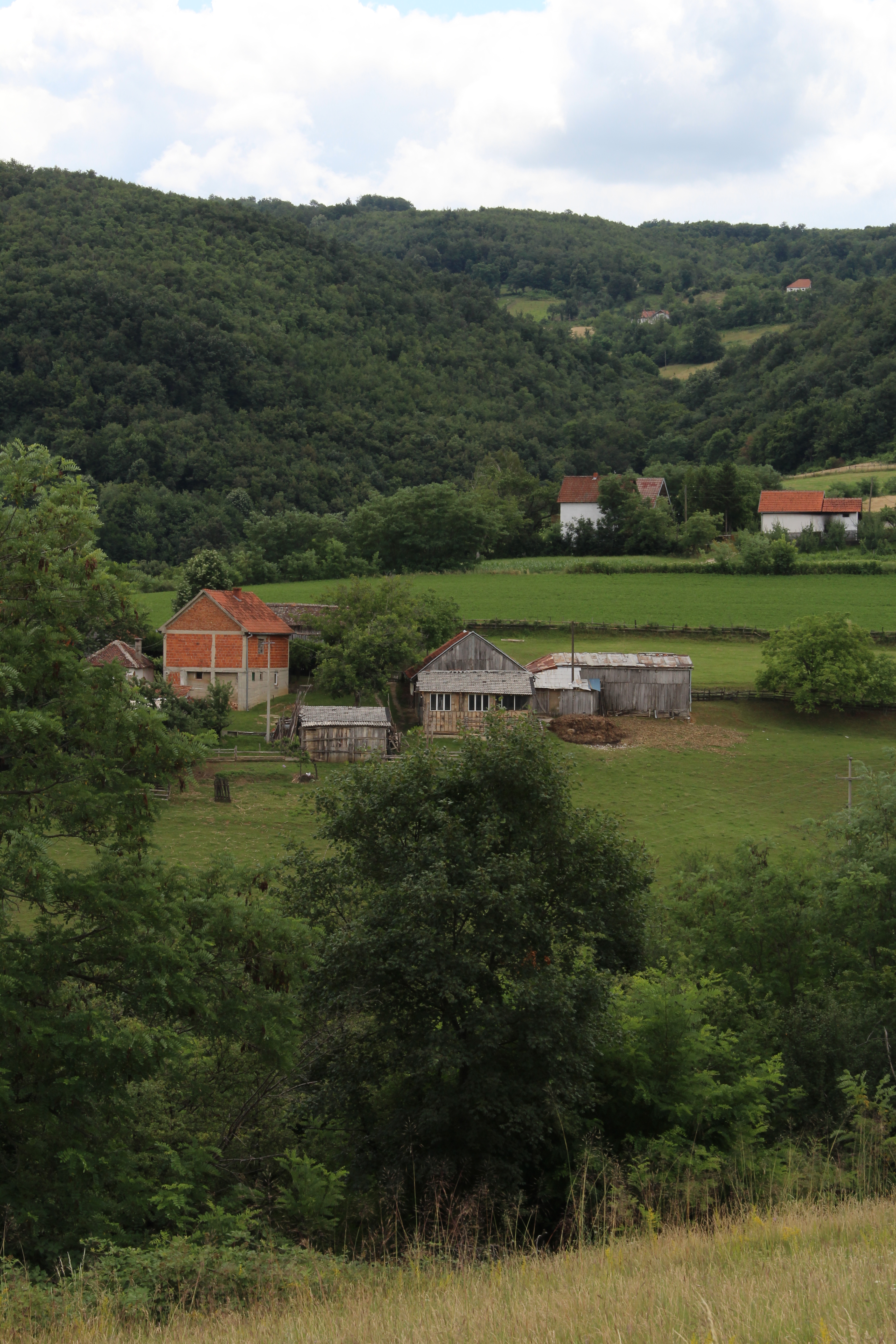
Ravnje - panorama
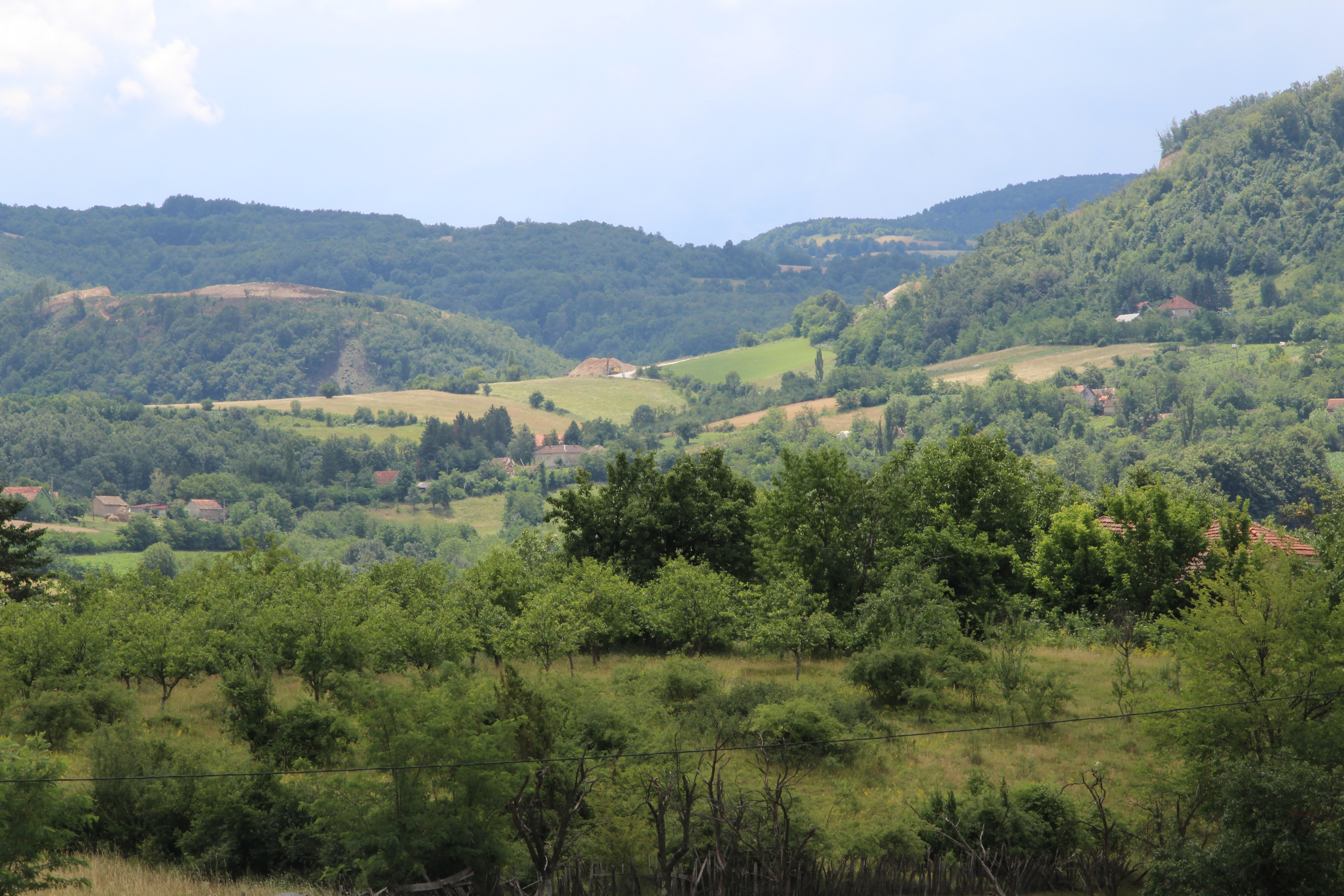
Ravnje - panorama
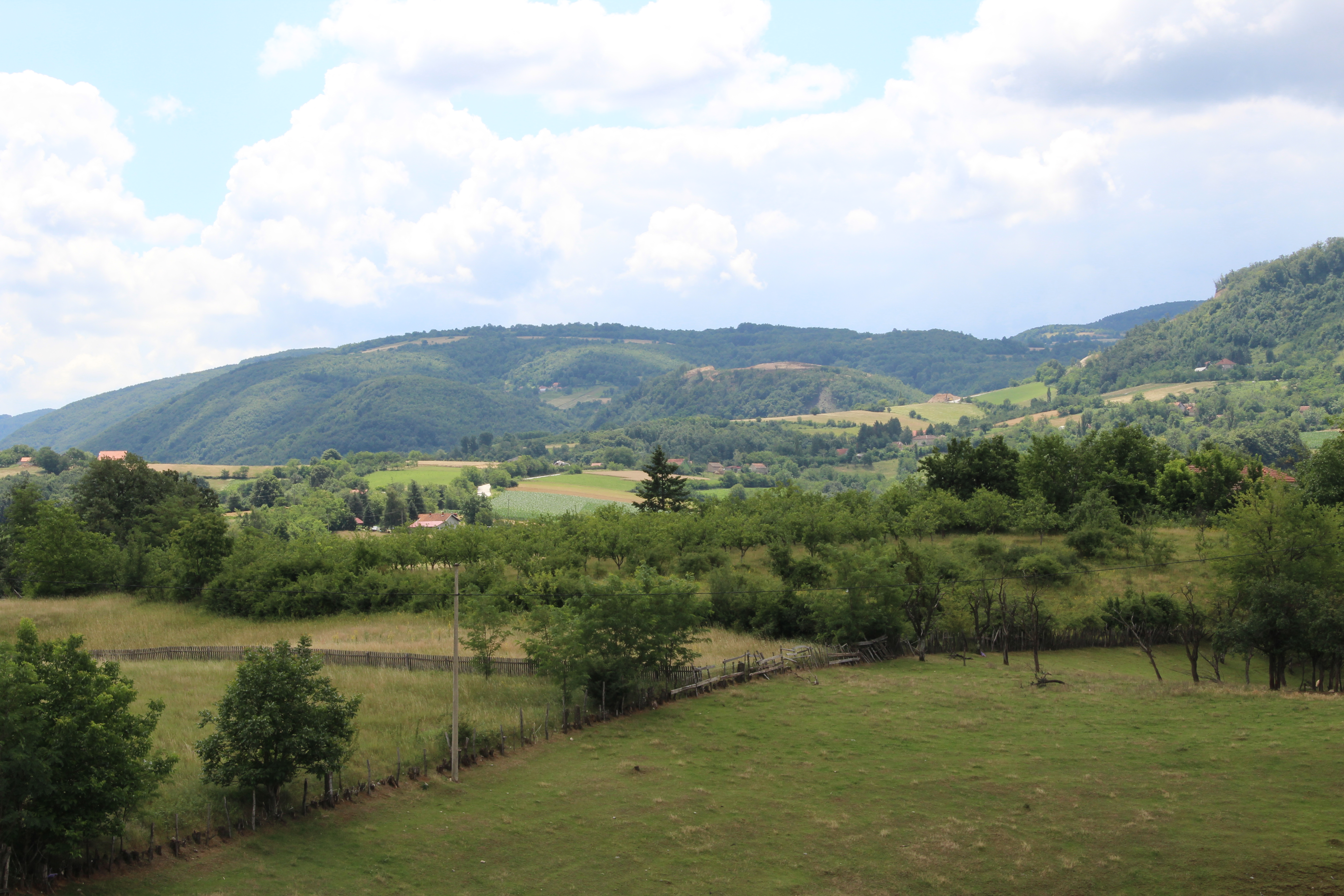
Ravnje - panorama
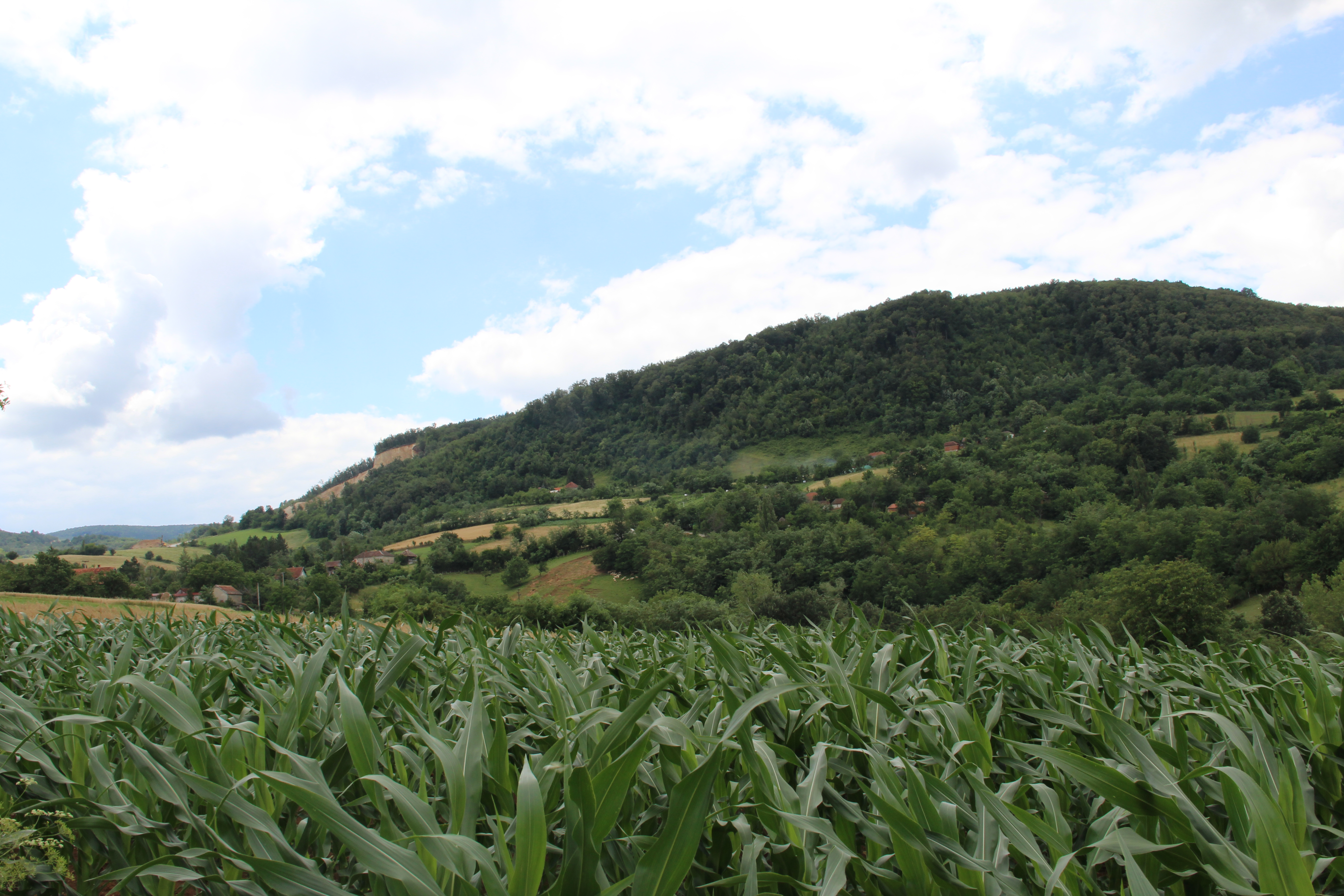
Ravnje - panorama
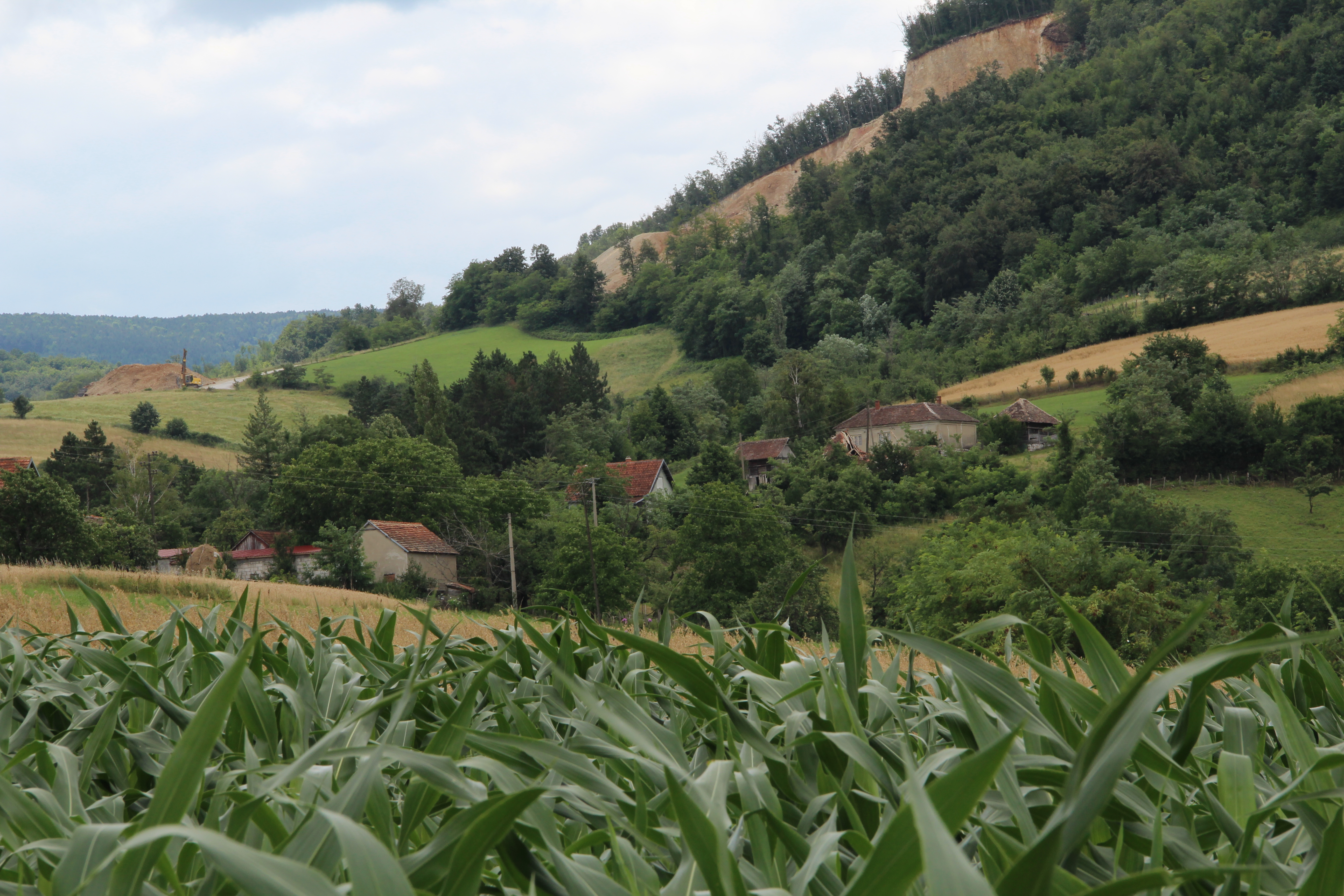
Ravnje - panorama
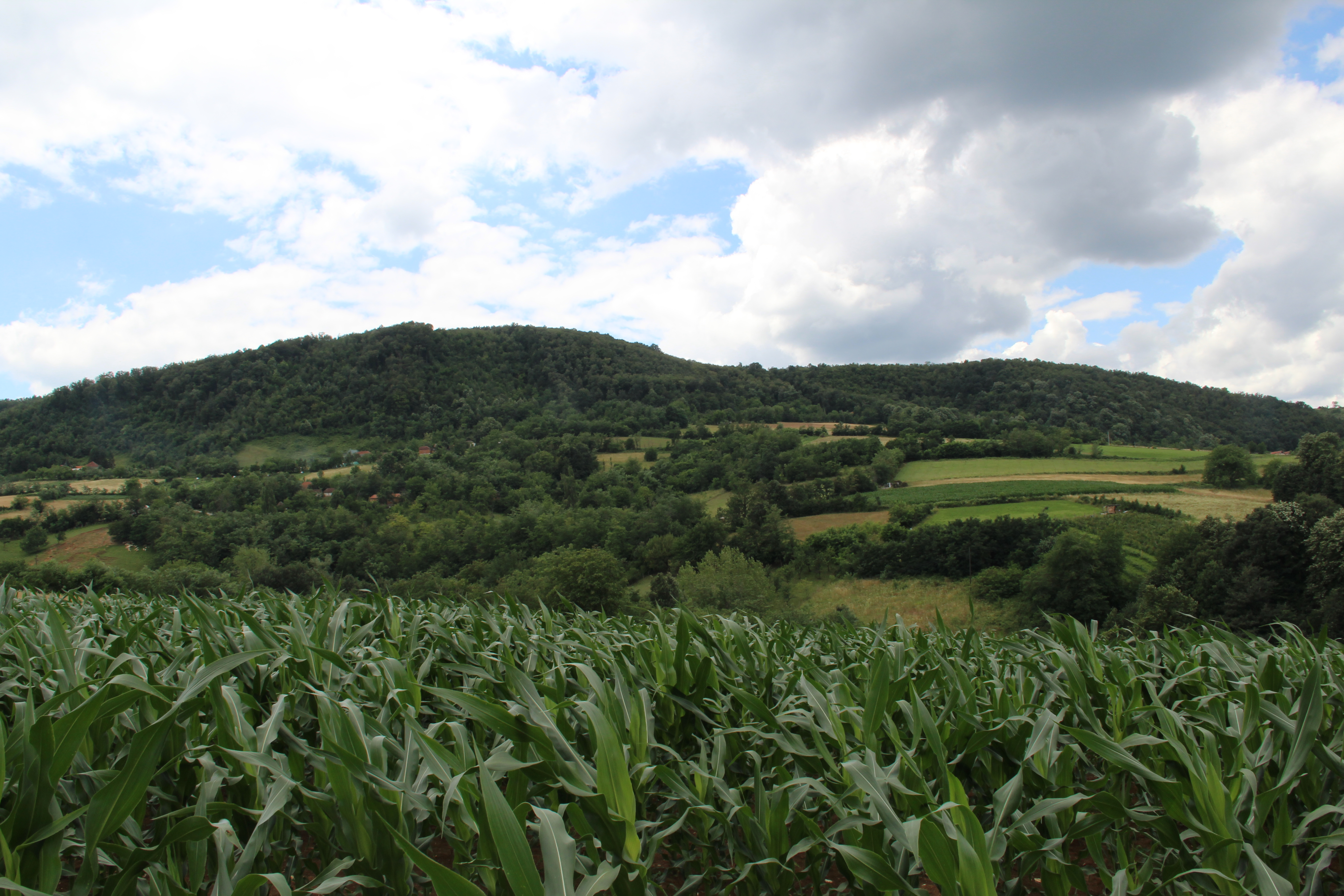
Ravnje - panorama

## Démographie
| 1948 | 1953 | 1961 | 1971 | 1981 | 1991 | 2002 | 2011 |
| ---- | ---- | ---- | ---- | ---- | ---- | ---- | ---- |
| 454  | 465  | 422  | 362  | 327  | 287  | 245  | 171  |

|  |